# Bad Boys (Inna)
Bad Boys è un brano musicale della cantante rumena Inna. 
Il brano è stato reso disponibile in download digitale dal 3 marzo 2016 ed estratto come settimo ed ultimo singolo dal quarto album della cantante, Inna.

## Il brano
Bad Boys è un brano dance e pop, ed è stato rilasciato per chiudere le promozioni del quarto album per iniziare a lavorare sul quinto progetto discografico della cantante.
Il viideo musicale della canzone è stato registrato a Barcellona e mostra in particolare Inna che passeggia con amiche lungo le caratteristiche strade cittadine.

## Tracce
Download digitale
Testi e musiche di Andrew Frampton, Inna e Thomas Joseph Rozdilsky; edizioni musicali Global Records.
1. Bad Boys – 3:10